# Czukty
Czukty (Duits: Czukten; 1938-1945: Schuchten) is een plaats in het Poolse woiwodschap Ermland-Mazurië, in het district Olecki. De plaats maakt deel uit van de landgemeente Kowale Oleckie en telt 40 inwoners.